# Leyes de Burgos
Las Leyes de Burgos o Reales ordenanzas dadas para el buen Regimiento y Tratamiento de los indios fueron las primeras leyes que la Monarquía Hispánica dictó para su aplicación en las Indias, el Nuevo Mundo o América, en las que abolió la esclavitud indígena y organizó su conquista. Fueron firmadas por el Rey Católico Fernando II el 27 de diciembre de 1512, en la ciudad de Burgos, para el gobierno de los naturales, indios o indígenas dando como resultado la primera junta de teólogos y juristas, en donde se discutió y se concluyó -continuándose la tradición medieval que priorizó la evangelización del indio y que ese bien superior justificaba otros posibles males- que el Rey de Castilla tenía justos títulos de dominio del continente americano y que el indio tenía la naturaleza jurídica de hombre libre con todos los derechos de propiedad, que no podía ser explotado pero como súbdito debía trabajar a favor de la corona –a través de los españoles allí asentados- para lo que fueron creadas dos instituciones indianas: el requerimiento y la encomienda. Autores e historiadores las consideran y se han considerado precursoras de la declaración de los Derechos Humanos y del Derecho internacional.

## La Junta de Burgos
Las Leyes de Burgos recogieron en ordenanzas las conclusiones adoptadas por una reunión de teólogos y juristas, conocida como Junta de Burgos, que había sido convocada por el rey Fernando el Católico como respuesta al famoso sermón pronunciado por el fraile dominico Antonio de Montesinos, quien en 1511 denunció las condiciones sociales y los abusos a que eran sometidos los indígenas del Nuevo Mundo por parte de numerosos encomenderos de La Española. Estas leyes establecieron una serie de principios que fueron el basamento del derecho indiano:
- Los indios son hombres libres y legítimos dueños de sus casas y sus haciendas.
- Los Reyes Católicos son señores de los indios por su compromiso evangelizador.
- Se podía obligar a los indios a trabajar con tal de que el trabajo fuese tolerable y el salario justo, aunque se permitía el pago en especie, en lugar de en dinero.
- La Ordenanza XVIII prohíbe el trabajo, a partir del cuarto mes de gravidez, en minas y labranzas y, en atención a la crianza subsiguiente, se amplía el plazo hasta que el nacido haya cumplido tres años. La mujer embarazada y posteriormente lactante sólo se ocuparía en tareas caseras.
- Exime igualmente del trabajo a los menores de catorce años, de ambos sexos, ocupándose tan sólo en tareas apropiadas a su edad.
- Las indias casadas sólo podían trabajar en la mina por propia voluntad u orden de sus maridos, aunque habitualmente se ocupaban de las labores domésticas de las haciendas que habitaban.
- Dedican varios de sus preceptos a los indios caciques y a sus descendientes, ya que su situación social era respetada, por lo que la Ordenanza XXII les autoriza a tener cierto número de indios servidores proporcionalmente a la tribu que señoreaban, por lo que el cacique debía permanecer en la colectividad donde estuviera el mayor número.
- Se justifica la guerra de conquista si los indios se negaban a ser cristianizados o evangelizados para lo que se creó la institución del Requerimiento.

El Rey Católico encargó a los dos más destacados representantes de la junta que fijasen su posición en sendos tratados:
- Juan López de Palacios Rubios, consultor de la corte para temas indianos, en su Libellus de insulis occeanis quas Indias vulgus apellat, fue el más sólido defensor del argumento teocrático que justificaba la concesión papal a través de las Bulas Alejandrinas
- Matías de Paz, catedrático de teología en la Universidad de Salamanca, en su obra De dominio regum Hispaniae super indos, si bien no menos teocrático, insistió en la necesidad de informar a los indios de los derechos del rey de Castilla con un requerimiento antes de su sometimiento pacífico o a través de la guerra.

La Junta de 1512 se caracterizó, pues, por dos planteamientos jurídico-teológicos enfrentados:
- Uno estableció la supremacía del derecho sobrenatural o espiritual hasta invalidar el derecho natural: los paganos podían, por tanto, ser sometidos a la fuerza pues el pecado original hacía que el hombre perdiese sus derechos.

- El otro, tomista, determinó una independencia de lo sobrenatural de lo natural: no se podían quitar al hombre sus atributos naturales, de derecho político, de propiedad y de determinación cultural, que siempre le acompañan pues el pecado original no invalidaba los derechos del hombre.

Se especuló con diversas soluciones, incluso partidarios de este segundo planteamiento defendieron que se daban causas para una guerra justa contra los indios, para así imponer el dominio español -ideando para ello el requerimiento- sosteniéndose, en definitiva, que hacer la guerra a los indios era justo porque se trataba de mejorar su situación, al menos la espiritual.
Esa controversia inicial se resolvió con un compromiso recogido en las Leyes de Burgos que legalizaron el trabajo forzoso de los indios, si bien limitándolo y humanizándolo.

## Sumario

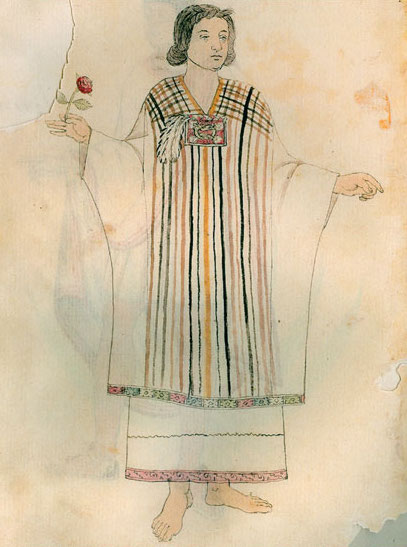
Mujer mexica, Códice Tudela.

En total fueron 35 leyes promulgadas por el documento de Burgos de 1512, que se resumen a continuación:
1: Los indios serán trasladados a «encomiendas». Por cada cincuenta indios, se construirán cuatro cabañas (treinta por quince pies). Esta tierra no se les puede quitar ya que fueron arrebatadas de su tierra original. Los indios se encargarán de la siembra de toda la comida. Durante las temporadas adecuadas, los encomenderos (hombres que vigilan a los indios) harán que los indios planten maíz y críen las gallinas.
2: Los indios dejarán voluntariamente su tierra para venir a las «encomiendas» para que no sufran de ser desalojados por la fuerza.
3: El ciudadano a quien se le entregan los indios debe erigir una estructura para ser utilizada como iglesia. En la iglesia debe haber un cuadro de Nuestra Señora y una campana con la que llamar a los indios al tiempo de oración. La persona que los tiene en la 'encomienda' debe ir con ellos a la iglesia todas las noches y asegurarse de que se persignan y canten varios himnos. Si un indio no viene a la iglesia, no se le permite descansar al día siguiente.
4: Para asegurarse de que los indios estén aprendiendo el cristianismo correctamente, serán examinados cada dos semanas y el Encomendero les enseñará lo que no saben. Él les enseñará los Diez Mandamientos, los Siete pecados capitales y el Credo. Cualquier «encomendero» que no lo haga correctamente será multado con seis pesos de oro.
5: Se construirá una iglesia equidistante de todas las fincas. Los domingos se celebrará la misa y se comerá una banquete. Si el encomendero no trae a sus indios, se le cobrará diez pesos oro.
6: Si la iglesia está demasiado lejos, se construirá otra.
7: Los sacerdotes que recolectan diezmos de las propiedades deben tener sacerdotes continuamente en las iglesias de las propiedades.
8: Se construirán iglesias en las minas para que los indígenas que trabajan en las minas puedan oír misa los domingos.
9: Quien tenga cincuenta indios debe elegir un niño que el encomendero crea capaz, para que le enseñen a leer y escribir, y también la importancia del catolicismo. Este niño luego enseñará a los otros indios porque los indios aceptarían más fácilmente lo que dice el niño que lo que dicen los españoles. Si el encomendero tiene cien indios, se elegirán dos muchachos. La fe debe estar arraigada en sus cabezas para que se salven las almas de los indios.
10: Si un indio se enferma cerca de donde hay un sacerdote, el sacerdote debe ir a él y recitar el Credo y otras cosas útiles de la fe católica. El indio se confesará sin que se le cobre una tasa. Si el indio va a morir, será enterrado con una cruz cerca de la iglesia. Si no lo entierran, el encomendero debe una multa de cuatro pesos oro.
11: Los indios no deben ser utilizados como transportistas para transportar cosas a los indios en las minas.
12: Todos los habitantes españoles que tengan indios en una «encomienda» deben bautizar a los bebés dentro de una semana desde su nacimiento.
13: Después de que los indios hayan sido llevados a las propiedades, el oro se buscará de la siguiente manera: los indios en una encomienda deben buscar oro durante cinco meses al año y al final de los cinco meses se les permite descansar durante cuarenta días. Durante los cuarenta días, los indios no deben ser empleados, a menos que sean esclavos y acepten plantar las cosechas. Durante los cuarenta días, los indios recibirán más instrucción en la fe, ya que tienen más tiempo para aprender.
14: Debe permitirse a los indios realizar sus danzas sagradas.
15: Todos los ciudadanos que tienen indios están obligados a alimentarlos con pan, ñame, pimientos y los domingos deben darles platos de carne cocida. Por cada infracción se pagará una multa de dos pesos oro.
16: Según el catolicismo, a los indios no se les permite tener más de una esposa a la vez y no se les permite abandonar a sus esposas.
17: Los hijos de los caciques de las islas menores de trece años serán entregados a los frailes para que se les enseñe a leer, escribir y otras cosas sobre el catolicismo. Cuando los hijos alcancen la edad de diecinueve, deben regresar a la encomienda y enseñar a los demás.
18: Las mujeres embarazadas no deben ser enviadas a las minas ni obligadas a plantar cultivos. Se mantendrán en la finca y se les obligará a realizar tareas domésticas como cocinar y deshierbar. Una vez que nace el niño, puede amamantarlo hasta que tenga tres años. Después de este tiempo, puede regresar a las minas y otras tareas.
19: Los indios no deben dormir en el suelo. Cada encomendero debe proporcionar hamacas a sus indios
20: A los indios se les dará un peso de oro cada año para pagar la ropa.
21: Los indios no pueden cambiar de amos. Un «encomendero» no puede emplear ni albergar a un indio perteneciente a otro «encomendero».
22: A los jefes indios se les permite que dos indios realicen deberes personales por cada cuarenta de sus súbditos. Además, los visitantes de las fincas deben tratar bien a los indios y enseñarles lo que saben del catolicismo.
23: Los inspectores oficiales deben mantener registros de las actividades y también del trato a los indígenas en las «encomiendas». Deben realizar un seguimiento de la población y la cantidad de oro que se extrae.
24: Los indios no deben ser abusados física o verbalmente por ningún motivo.
25: Los indios no deben utilizarse en el comercio privado ni para ningún otro interés económico.
26: Los «encomenderos» que tienen a sus indios trabajando en minas distantes combinarán esfuerzos con otras propiedades para ayudar a proporcionar alimentos a los indios.
27: A los indios de otras tierras también se les debe enseñar las cosas de la fe católica. Deben ser tratados con amabilidad, a menos que sean esclavos.
28: Si muere un encomendero, su sucesor toma el control de los indios.
29: Deben designarse dos inspectores para cada estado.
30: Los inspectores serán elegidos por el almirante, los jueces y los oficiales. Estas personas deberían ser compensadas con indios en encomienda.
31: Las aldeas deben inspeccionarse dos veces al año, una a principios de año y otra en verano.
32: Si hay un indio fugitivo, los inspectores no pueden aprehenderlo. Debe ser entregados a un hombre de buena conciencia que encuentre al encomendero de los indios.
33: Todos los inspectores deben tener una copia de las Leyes de Burgos, firmada por el Gobernador.
34: Los inspectores deben disponer de residencias.
35: Una persona no puede tener más de ciento cincuenta indios y no menos de cuarenta indios en encomienda a la vez.
Se añadieron modificaciones a las Leyes de Burgos el 28 de julio de 1513:
1: Las mujeres indias casadas con hombres indios no deben ser obligadas a servir con sus maridos en las minas o en cualquier otro lugar a menos que sea por su propia voluntad o que sus maridos deseen tomarlas.
2: Los niños indios no tienen que hacer el trabajo de los adultos hasta que cumplen los catorce años. Luego se les obliga a realizar las tareas de los niños, como deshierbar o trabajar en las fincas de sus padres.
3: Las mujeres indias solteras que están bajo la autoridad de sus padres tienen que trabajar con ellas en sus tierras. Aquellos que no están bajo la autoridad de sus padres deben mantenerse separados para que no se conviertan en vagabundos.
4: Después de dos años de servicio, los indios pueden irse. Para entonces serán cristianos civilizados y adecuados, capaces de gobernarse a sí mismos.

## Análisis
Estas leyes han sido consideradas como una de las promulgaciones jurídicas más importantes en la Historia del derecho y de la humanidad, no solo por sus aportes para desarrollar el Derecho indiano con “auténtico humanismo”, pero también como un precedente a los Derechos humanos (pues buscaba asegurar el acceso a descanso, remuneración, alimentación, vestido, educación, etc de derechos fundamentales), una contribución al Derecho Internacional y ser “el primer documento en el que una potencia colonizadora reglamenta el trabajo de sus súbditos”, volviéndose el primer atisbo en Hispanoamérica de un cuerpo legislativo de Derecho Laboral (además de influenciar al derecho de los países hispanoamericanos) y distinguiéndose de otros Imperios coloniales. Destacando del siguiente modo:

“no hay en el mundo otra legislación de tipo social semejante a la que se expidió en defensa del indio como trabajador, que arranca de las Leyes de Burgos y se prolonga sobre todo durante el siglo XVI”
Vicente D. Sierra

- Fue el 1er cuerpo legislativo normativo de carácter legislativo, promulgada en forma de compendio de leyes, con el fin de reglamentar la vida en las Indias (América y vinculantemente Asia). Haciendo que numerosas reales cédulas, provisiones e instrucciones, que en el pasado decretaron los Reyes Católicos para atender casos concretos (dirigidos a autoridades particulares de un lugar específico), pudieran tener una extensión más amplia y de carácter universal, con el objetivo de proteger los derechos naturales de los indios (incluido su derecho laboral y garantías para una buena alimentación y educación) y regular el sistema de encomiendas contra casos de corrupción.
- Regular las relaciones entre españoles e indios en todos los ámbitos, sean laborales hasta afectivos, evitando perjuicios a la República de indios por la codicia de algunos conquistadores y estableciéndose normas sobre el comportamiento de los españoles con los indígenas. Haciéndose vinculante, a la legalidad del Pacto colonial, un trato paternalista de los Nobles a sus Vasallos (reconocidos como libres) para reconocerse sus privilegios como justos y legítimos. Haciendo que no solo se trate de reglamentar las relaciones con los indios, sino en general la situación jurídica de todos los habitantes de las Indias (incluido los colonos españoles). Ante ello, se legislaron situaciones relacionadas con la sucesión o venta de las encomiendas, el sueldo de los miembros del clero, la cooperación entre encomenderos, y otras cuestiones referidas con los Señores feudales que eran los Encomenderos.
- Al encontrar los españoles que los indios no se ponían ropa, dormían en el suelo, no conocían la rueda, no tenían interés en trabajar, no sabían manejar armas, entre otras creencias consideradas de Bárbaros, la Corona buscó que los indios logren asimilar las costumbres cristianas y el conocimiento europeo con el fin de lograr un Intercambio cultural que les fuera beneficioso para su progreso intelectual y material e integrarse a la vida económica, religiosa y social del Reino de Indias, así como su conversión al catolicismo que asegure la salvación de su alma (teniendo que ser bautizados a los 8 días de nacido y tener digna sepultura cuando fallecieran). Para tal cometido de asimilación, se promovió la Sedentarización de los indios al trasladarlos a las encomiendas (obligación del indio encomendado) y establecer normas de vivienda (obligación del encomendero) para que se adapten a las normas de urbanidad medieval. Así, el encomendero debía construirles 4 Bohíos por cada 50 indios, así como instalar camas, o al menos hamacas, por cada indio (quien tendría prohibido dormir en el suelo), siendo facilitados por la Casa de la Contratación de las Indias. En cuanto a los traslados de los indios, se pidió que se hiciera acorde a la voluntad de los indios (pero teniendo un deber de alentarlos) y que se hiciera sin penas ni daños a estos, con “mucho cuidado y fidelidad y diligencia”, teniendo que estar pendientes por su buen cuidado y conservación.
- A su vez, se prohibieron costumbres consideradas incivilizadas como la Poligamia, se les debía inculcar de la Monogamia como algo natural y se estableció que tenían plena libertad de escoger con quien se querían casar los indios, acorde a la ley y la tradición católica. También se les debía dar un peso de oro anual para que se compraran ropa
- Siendo esencial para Fernando El Católico las garantías de “buen trato” a los indios, se ordenó que los encomenderos tengan que proveer la dieta alimentaria de los indios, habiendo 2 modalidades diferentes según la cantidad de esfuerzo gastado por el indio: Así, los indios que obraran en las minas (y trabajos pesados análogos) tenían que comer una libra de carne pescado, mientras que los demás debían recibir una ración de “pan, ajes y axí”, además que para domingos y fiestas debían ser alimentados con carne guisada.
- Asimismo, los encomenderos debían garantizar la Subsistencia económica del indio al garantizarles derechos de propiedad muy básicos, como distribuirles tierras de cultivo para cosecharlas, además de ganado de crianza (preferentemente aves) como Medios de producción que logren su autosuficiencia. Aquello de concederles propiedades también se consideraba como una compensación por las tierras que los indios habrían abandonado para trasladarse a la encomienda. También se precisó que aquellos bienes le pertenecían legalmente a los indios, por lo que no podrían ser enajenadas por los españoles de ningún modo o se consideraría un delito de robo.
- En cuanto al régimen laboral para con las indias mujeres, se hicieron las siguientes disposiciones: Para las solteras que vivían con sus padres, debían ayudarles en las labores familiares con su tierra. Para las solteras emancipadas, se ordenaba que ellas debían vivir juntas entre sí para poder trabajar en sus tierras, pero en caso de no poseerlas, podían trabajar las de otras voluntariamente y pactar un Salario reconocido por la ley como una obligación de sus patrones. Se buscaba protegerlas debido a la vulnerabilidad por falta de un esposo, impidiéndose que caigan en inmoralidades o se vuelvan Vagabundas. Para las mujeres casadas, a ellas no se les podía obligar a laborar dentro de las minas, y solo pudiendo realizar las labores que ellas con sus maridos consideren conveniente (incluso pudiendo no trabajar la mujer si así lo pactaran), pero el encomendero podía animarlas a trabajar, siempre con un salario. A su vez, a las mujeres embarazadas se les concedió el derecho a un descanso, a partir de los 4 meses de embarazo, y que debía durar hasta los 3 años de nacido el bebe, dándoles un derecho en el que pudieran tener el tiempo suficiente para que puedan criar a sus hijos, así como no tener que sufrir un riesgo para su embarazo, solo pudiendo hacer labores menores durante este período (como cocinar y otros trabajos domésticos).
- Con respecto a los indios que trabajaran en las minas, se dispuso que su período laboral sería de cinco meses, ya que pasado ese tiempo, debían recibir un tiempo de descanso obligatorio que durase 40 días. Este período de descanso de hecho lo disfrutarían todos los indios al mismo tiempo (sin embargo, para los indios que tuvieran labores menos pesadas en las encomiendas, sería un descanso anual y no quinquemestral). Los españoles tenían una obligación de respetar esas vacaciones, sin tener que realizar ninguna labor, en tanto que el Rey estableció que “no se les pueda mandar ni mande durante los dichos 40 días hacer cosa alguna”. A su vez, se dispuso un “tiempo para holgar”, el cual era un reconocimiento a un derecho de descanso diario para reposar en casa.
- En cuanto al Trabajo infantil, se ordenó que los menores de 14 años no podían trabajar, aunque era tolerable que hicieran labores acorde a su edad para ayudar a sus padres. Se determino que mientras no se casasen, estarían bajo tutor de los padres hasta los 14 años. A su vez, a los huérfanos se les dio una protección reforzada hasta que fueran entregados a personas de "buena consciencia", dictándose que las labores que vallasen a realizar fueran evaluadas por los jueces de residencia, quienes estos tendrían un deber por velar que tuvieran una buena alimentación, obtengan debida instrucción a la fe católica y ganasen un jornal por sus labores; se buscaba que no cayeran en situaciones de abuso a falta de protección de unos padres.
- Se ordenó que los indios tenían libertad para elegir el oficio que desearan, y quienes ya fuesen aprendices de un oficio en un Gremio, se les otorgaba una exención para hacer otras labores.
- Se estableció el límite de indios que podían ser repartidos a los encomenderos, siendo un mínimo de 40 y un máximo de 150. Además, los Caciques (nobleza indígena) también podían poseer indios plebeyos a su servicio, en una cantidad proporcional a los miembros de su tribu.
- Estos caciques también debían tener una mejor alimentación y una mejor vestimenta que el resto de indios del común (financiado con un peso de oro del sueldo de cada indio), y estaban prohibidos de ir a trabajos pesados. También sus hijos menores de 14 años debían aprender a leer y escribir obligatoriamente, y si tenía más de un hijo, de no vivir con los frailes, debía ser entregado a una encomienda con labores de "auxiliar de catequista".
- Se prohibió cualquier forma de maltrato físico o verbal al indio, el Rey determino que los encomenderos no podían “dar palo ni açote ni llamar perro ni otro nombre a ningún yndio”. Se buscaría así proteger no solo su integración física, sino también su Dignidad humana, así como obligar al español a dirigirse al indio por su nombre y no por apodos despectivos. Esto estaba inspirado en el testamento de Isabel la Católica, quien había establecido que los indios también eran súbditos de la Monarquía Hispánica, estando bajo su protección jurídica como cualquier castellano. A su vez, se prohibió que se usara a los indios como si fueran Animales de carga para el transporte de los españoles y sus propiedades.
- También se ordenó un respeto a su cultura y tradición de los indios, como la práctica de los areítos (ceremonias para recordar hechos importantes de una tribu a través de cantos y danzas) entre los nativos de las Antillas, permitiendo que hicieran tales expresiones Folclóricas en días laborales y festivos, además de mandarle a los españoles que respetaran sus fiestas y costumbres locales.
- A su vez, debía construirse mínimo una iglesia por cada encomienda, por el que cada 2 veces por semana (de día y de noche), debían ir los indios a aprender a leer y escribir, para así poder ser instruidos en la doctrina católica. El rey ordenó que se educara “al muchacho más hábil” (el encomendero tenía un mandato de enseñar a 1 o 2 indios por 4 años con los religiosos), para que luego, tras volver con su familia, fuese él quien educase a los demás indios para alfabetizarse. De no estar cumpliendo el encomendero sus labores de catequista, debía hacerlo el visitador. También se ordenaba la construcción de iglesias en las minas para que puedan ir a misa mientras estuvieran laborando.
- Se prohibieron los matrimonios forzados entre indios y españoles, pero a su vez se fomentaron las uniones mestizas. Se vio beneficioso ya que los españoles aprenderían de la geografía y cultura de las tierras descubiertas, y a los indios se les facilitaría la integración al modo de vida europeo. Así, se estableció que ni un tribunal podía hacer prohibición alguna a una unión matrimonial entre indios y españoles.
- Tras 2 años de trabajo, se consideraría al indio como apto para vivir fuera de la encomienda de haber logrado adaptarse a las costumbres cristianas más básicas, siendo aquello comprobado por el análisis de un juez español y demostrar que tenía “la capacidad humana y política para vivir y regirse libremente” y así las instituciones “los considerarían capaces para vivir y trabajar nuevamente solos”. A ojos de los reyes españoles, la encomiendo no tendría solo una finalidad económica, sino sobre todo educativa y evangelizadora.
- Se instauró la figura del Visitador para inspeccionar la seguridad y protección de la vida del indio. Debían ser elegidos al menos dos por los gobernadores, junto a los jueces y oficiales, teniendo que viajar dos veces al año para registrar la situación real de las minas y encomiendas con el fin de asegurar el cumplimiento de esta legislación. Un visitador tenía prohibido visitar otra vez un mismo lugar, pues tenía que ir a inspeccionar los lugares donde otro visitador hubiera estado y estar verificándose mutuamente ambos visitadores para comprobar la situación descrita por el otro. Así se evitaban los mecanismos de corrupción y soborno de los encomenderos.

## Leyes de Burgos y su aplicación
El ámbito de implantación de las Leyes de Burgos comenzó por la isla de La Española, para extenderse más tarde a las islas de Puerto Rico y Jamaica. Posteriormente se aplicarían en tierra firme (actual Venezuela) por iniciativa de Fray Pedro de Córdoba.
Si bien las ordenanzas autorizaron y legalizaron la práctica de los repartimientos de indios en encomienda a los colonizadores españoles a razón de un mínimo de 40 y un máximo de 150 individuos, se esforzaron en establecer una minuciosa regulación del régimen de trabajo, jornal, alimentación, vivienda, e higiene, e incluían ciertas protecciones para los nativos. Por ejemplo, las leyes prohibieron terminantemente a los encomenderos la aplicación de todo castigo a los indios, el cual se reservaba a los visitadores establecidos en cada pueblo y encargados del minucioso cumplimiento de las leyes, y las mujeres embarazadas de más de cuatro meses eran eximidas del trabajo. A finales del siglo XX, en la historiografía española surgió la interpretación de que este conjunto de leyes tuitivas que la corona de España dictó hacia los naturales fue un importante adelanto y también precedente para el derecho del trabajo que se consolidó a nivel global en el siglo XX, pero otros autores consideran que esta interpretación no se corresponde con la realidad de las Leyes y su implementación. De hecho, la normativa tuvo un alto incumplimiento por los españoles al ser aplicada en América, registrándose una multitud de abusos, que originaron -desde el momento mismo de su implementación- numerosas reclamaciones y protestas.[cita requerida]
Las ordenanzas, imbuidas del catolicismo imperante en la corte española, impulsaron la evangelización de los indios y ordenaron su catequesis, condenaron la bigamia y les obligó a que construyeran sus bohíos o cabañas junto a las casas de los españoles. Los indios debían trabajar 9 meses al año para los españoles y los 3 restantes en sus propios terrenos, también se justificaba la guerra a los indios si los mismos se negaban a ser cristianizados y para el mismo fin se creó una institución de El Requerimiento. La conquista se justificaba si los indios se negaban a ser evangelizados. Respetaron, en cierto modo, la autoridad de los caciques, a los que eximieron de los trabajos ordinarios y les dieron varios indios como servidores.
A pesar de las ordenanzas la población indígena de las Antillas, siguió disminuyendo principalmente a causa de las enfermedades; sin embargo, algunos sacerdotes -como Bartolomé de Las Casas- creyeron que este acontecimiento se debió a las condiciones de trabajo a las que eran sometidos los indios, teoría que utilizaron para lograr el respaldo de sus tesis protectoras. La situación resaltó aún más la polémica en la época, mantenida especialmente por los componentes de la Escuela de Salamanca, especialmente fray Francisco de Vitoria, en su obra De indis, quien en 1532, expresó los Justos Títulos de la conquista y que más adelante fueron precisados en la Junta de Valladolid.

## Consecuencias
Las Leyes de Burgos fueron las primeras ordenanzas de la Corona castellana que normaron el estatus jurídico de los indios, debate que fue continuado en una siguiente generación que profundizó sobre la misma cuestión y que fue conocido con el nombre de polémica de los naturales o justos títulos, que una junta en Salamanca con Francisco de Vitoria materializó a través del dictado de las Leyes Nuevas, en 1542.